# Joseph Ryan
Julian Aube "Joseph" Ryan (født 23. november 1879 i New York, død 30. april 1972 i Milton, Massachusetts) var en amerikansk roer og olympisk guldvinder.

## Rokarriere
Ryan roede for Seawanhaka Boat Club i fødebyen New York og vandt blandt andet Eagle Cup i 1902. Sammen med makkeren Robert Farnan stillede han op i toer uden styrmand ved OL 1904 i en konkurrence, hvor der kun deltog amerikanske både. Farnan og Ryan var hurtigst og vandt med fire længders forspring til John Mulcahy og Bill Varley, mens John Joachim og Joe Buerger blev nummer tre.

## Videre karriere
Han havde forskellige jobs som ung, blandt andet som ekspedient og fabriksarbejder. Han flyttede senere rundt i det østlige USA og blev ejer af en skofabrik i Holbrook, Massachusetts, inden han kom til at arbejde som leder af kreditafdelingen for Yunits Engineering samme sted.

## OL-medaljer
- 1904:  Guld i toer uden styrmand